# Stenula nordmanni
Stenula nordmanni är en kräftdjursart som först beskrevs av Knud Hensch Stephensen 1931.  Stenula nordmanni ingår i släktet Stenula och familjen Stenothoidae. Inga underarter finns listade i Catalogue of Life.